# Vindarnas grotta

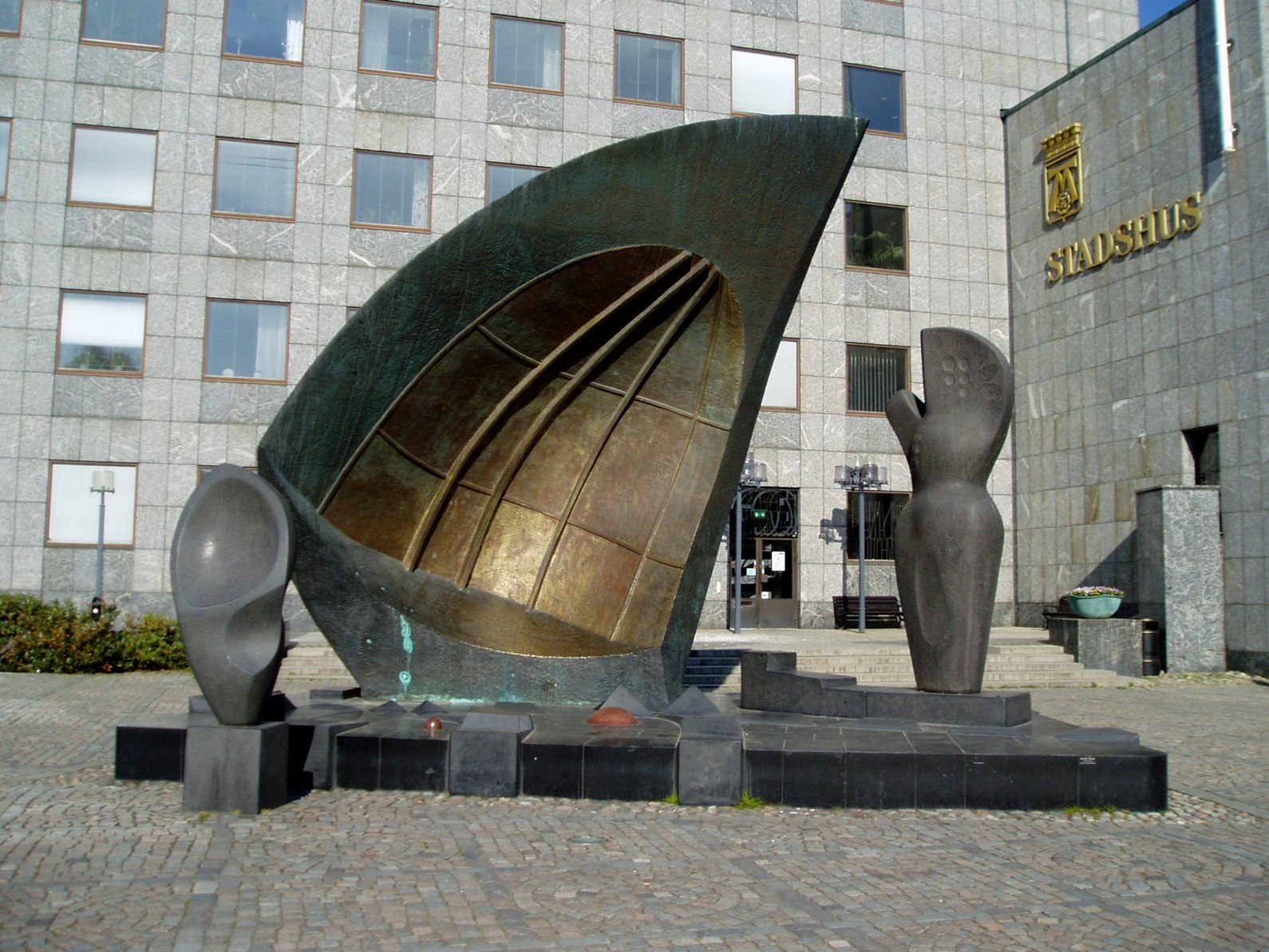
Vindarnas grotta utanför stadshuset i Västerås.

Vindarnas grotta är en skulptur i brons och granit av Eric Grate, som är placerad vid Fiskartorget, utanför stadshuset i Västerås. Gruppen är 700 x 800 x 540 cm, invigdes 1969 och räknas som ett av Västerås viktigare offentliga konstverk. Namnet till konstverket är hämtat ur Lycksalighetens ö av Per Daniel Amadeus Atterbom, där grottan bebos av de fyra vindarna.
Konstverket är utformat som en grotta eller en båt med ett stort segel. Seglet fångar in ljudet från det närliggande forsande vattnet i Svartån och återspeglar även klangen från klockorna i stadshustornet. Idén till att skapa konstverket i formen av ett segel lär Eric Grate fått då han hörde klockspelet i Stadshustornet.
Eric Grate själv beskriver verket som om 
| ” | … gruppen skulle kunna upplevas som tragisk, som ett uttryck för skulptörens resignation, om det inte vore för seglet, som spänner sig trotsigt över kompositionen och som ingår i de verkliga vindarnas spel! - Och häri ligger, menar jag gruppens styrka, dess poetiska kraft. | „ |